# Aluniș (okręg Arad)
Aluniș – wieś w Rumunii, w okręgu Arad, w gminie Frumușeni. W 2011 roku liczyła 929 mieszkańców. 